# Christian Dely

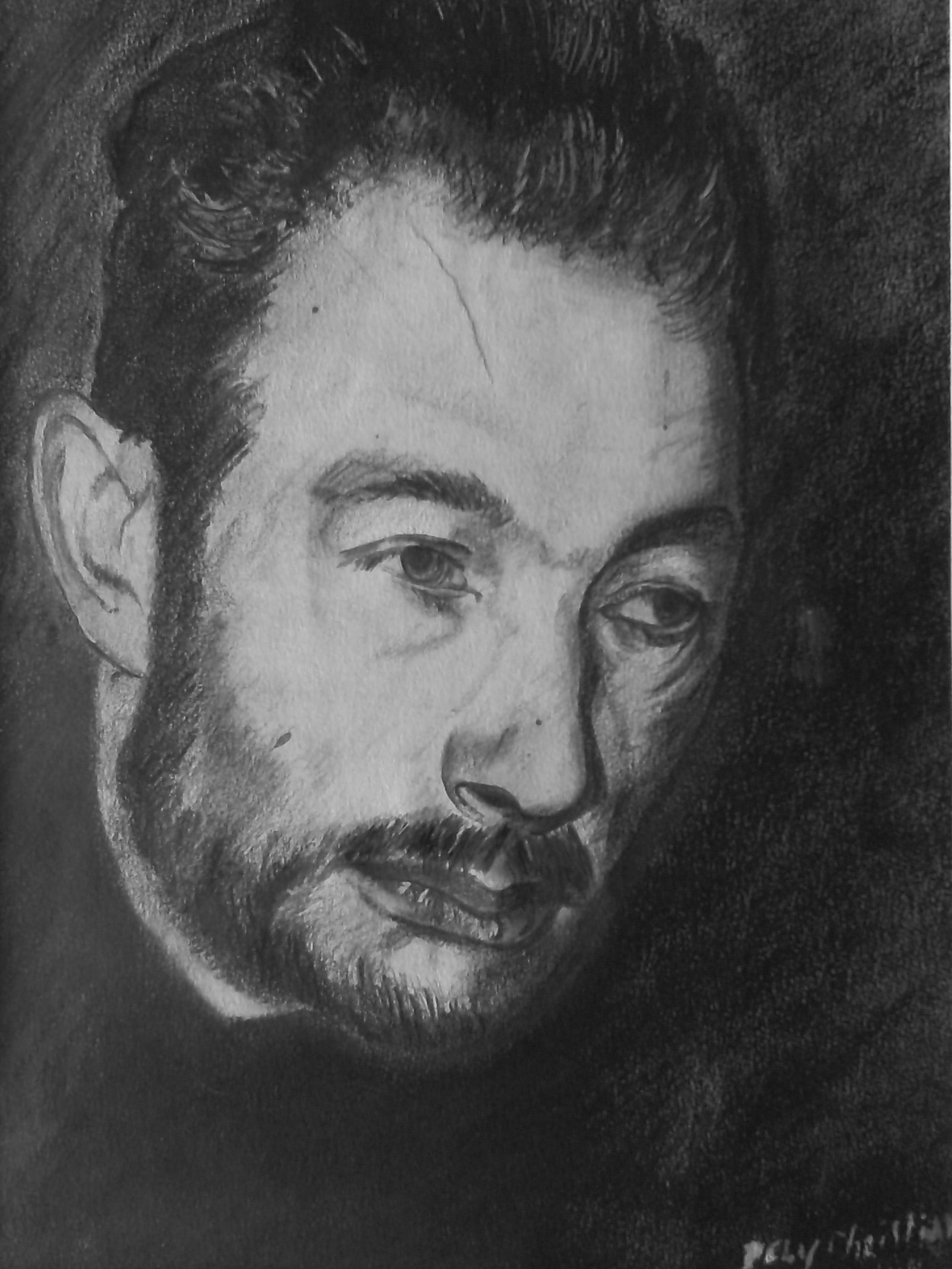
Zelfportret (houtskool)

Christian Désiré Dely (Waarschoot, 1931 - Gent, 1986) was een Franse kunstschilder. 

## Levensloop
Hij werd geboren uit een Franse vader en een Meetjeslandse moeder. Al heel vlug ging het gezin zich in Noord Frankrijk vestigen. Daar kreeg de artiest Dely zijn eerste schildersopleiding te Tourcoing bij Van Steilandt. 

## Invloeden
In de Tweede Wereldoorlog vervaardigde Dely vrijwel geen kunst. Werkloos, en getekend door oorlogsomstandigheden kwam hij terug naar Waarschoot. Ten zelfde tijd kwam hij in contact met het werk van Jos Verdegem, dat hem enorm inspireerde en aanmoedigde. Dely begon weer met schilderen, en trachtte zijn levensdroom te verwezenlijken: een goede schilder te worden. Hij deed er echter tien jaar over om enige bekendheid te verwerven. Daarna is het steeds crescendo gegaan.
In 1977 kwamen de eerste grafische technieken naar voren in de vorm van etsen en de lithografie.

## Manier van schilderen
In het werk van Dely speelt het model de grootste rol. Het plastisch dimensioneren heeft steeds de boventoon. De lijn en het vlak komen bij hem nauwelijks aan bod. Zijn techniek is veelzijdig en gemengd. Zowel op het doek als in de pastels brengt hij met zijn specifieke gemengde techniek ragfijne, subtiele atmosferen in het model. De structuur van zijn schildersvlak is verfijnd, zonder dat evenwel de aanzet van penseel of spatel ontbreekt. Zijn pastels worden gemaakt met toepassing van aquarel, was- en pastelwerk.

## Etsen en lithografie

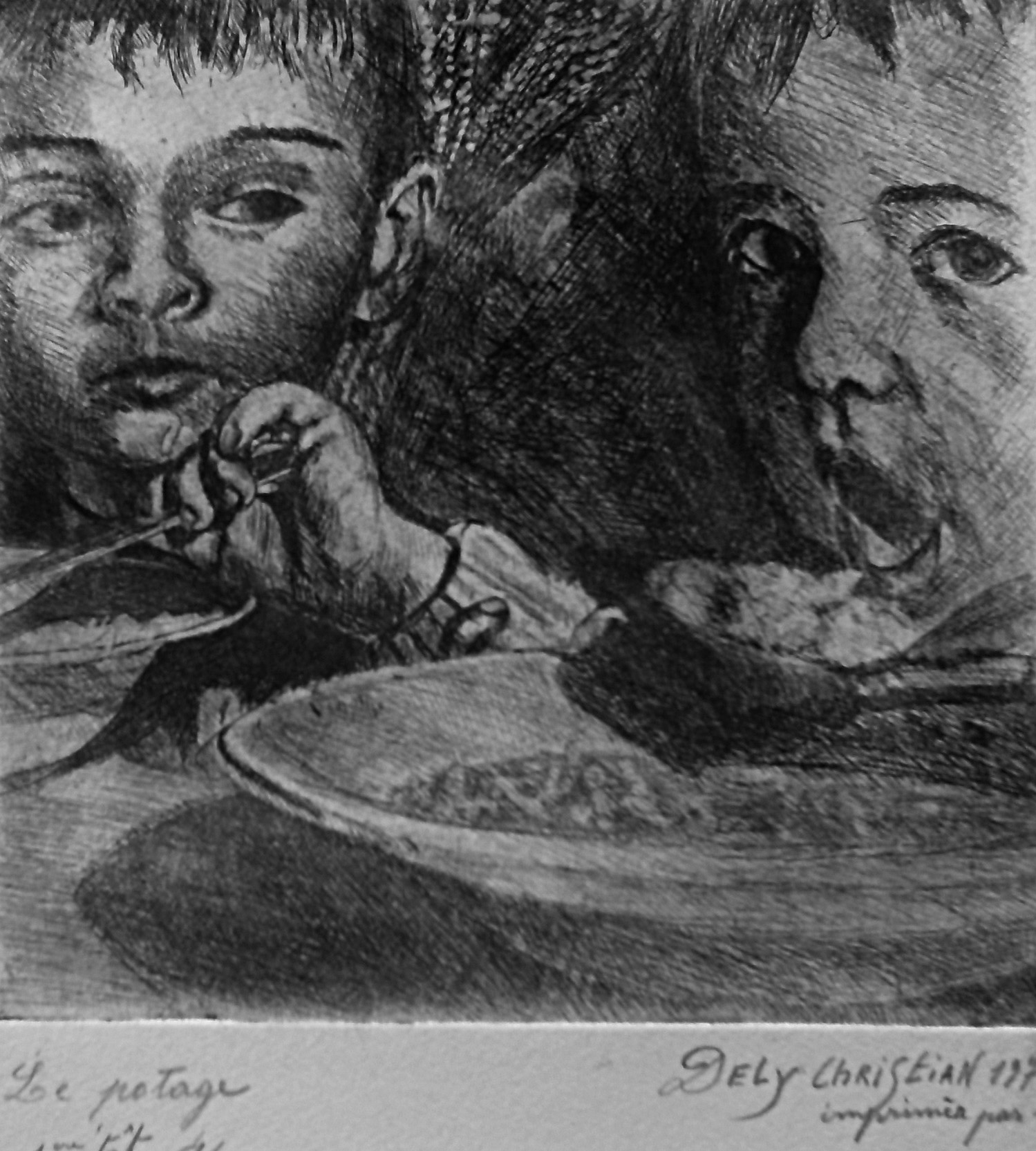
Le potage (ets)

In 1977 komt voor het eerst de grafische techniek voor, in de vorm van etsen. De etstechniek wordt door de kunstenaar vaak in combinatie met de droge naald aangewend, dit tot het bereiken van stoere contrasten in licht en schaduw. Ook suikerets en droge naald worden gecombineerd in de plaat. Soms werkte Dely de etsplaat uit in verschillende stadia. Ten slotte begint Dely in 1980 te experimenteren met de lithografie. Dit betekent meteen een verdere stap in de grafische richting. De lithosteen wordt veelal gegreind of korrelig gemaakt tot het bereiken van een levendige texturen. Het effect wordt verhoogd door het gebruik van spuittechniek in het werk.

## Tentoonstellingen

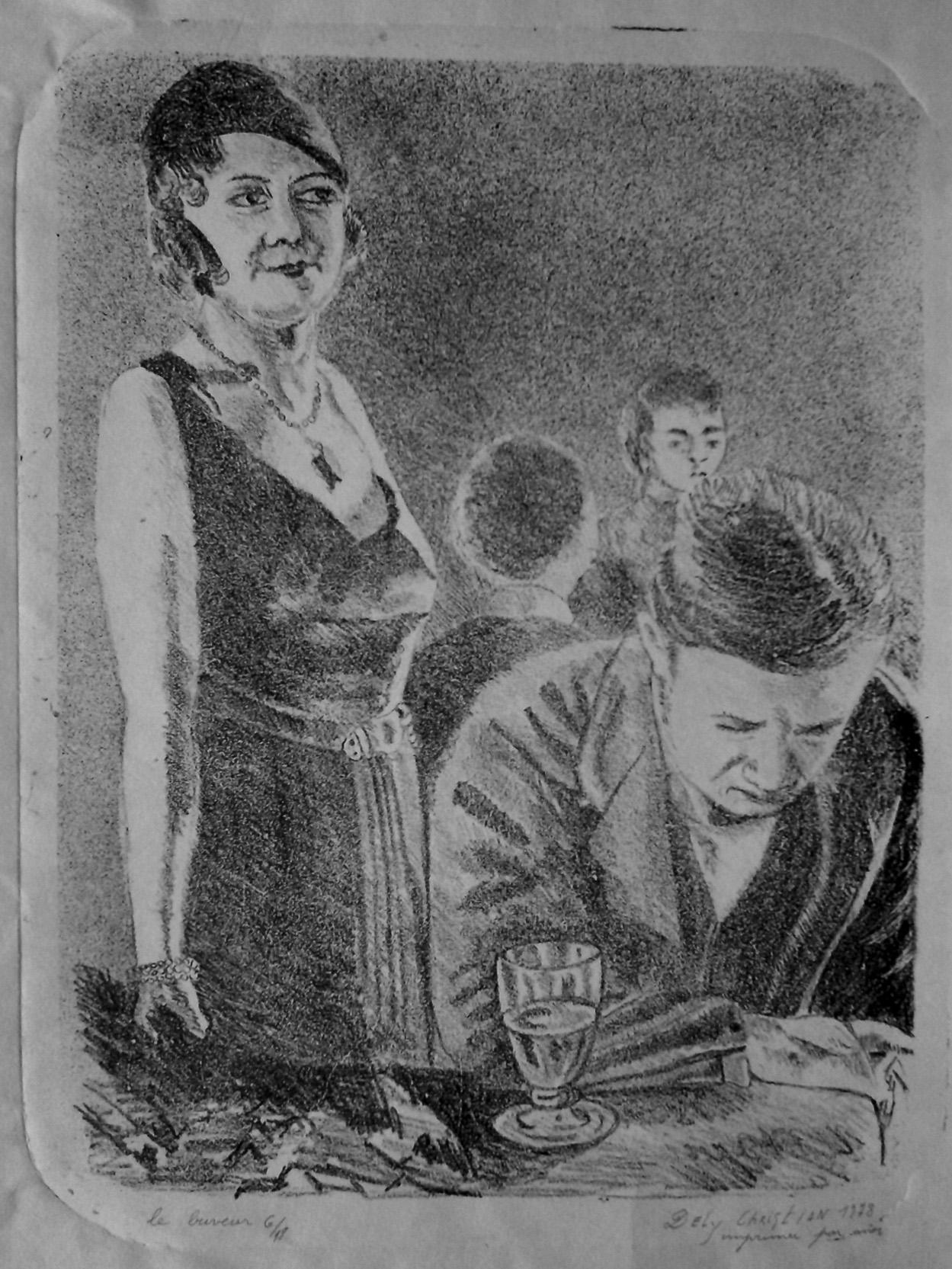
Le buveur (litho)

- Galerij Oud-Latem te Sint-Martens-Latem. (1970)
- Galerij Pablo te Merendree. (1974)
- Galerij De Poel te Gent. (1975)
- Galerij Geraard David te Brugge. (1977)
- Galerij Kunstkelder "De gouden pluim" te Gent. (1982)